# Вилата
Вила̀та (на италиански: Villata; на пиемонтски: la Vilata, ла Вилата) е село и община в Северна Италия, провинция Верчели, регион Пиемонт. Разположено е на 136 m надморска височина. Населението на общината е 1631 души (към 2010 г.).